# Destiny 2
Destiny 2 is een online multiplayer first-person shooter computerspel ontwikkeld door Bungie. Het spel werd uitgebracht voor PlayStation 4 en Xbox One op 6 september 2017. Een maand later kwam de Windows-versie uit. Daarnaast was Destiny 2 een lanceertitel voor Stadia op 19 november 2019.
Het spel werd tot begin 2019 gepubliceerd door Activision tot Bungie de publicatierechten voor de franchise verkreeg. Het is het vervolg op Destiny uit 2014 en de daaropvolgende uitbreidingen. Het spel speelt zich af in een wereld van 'mythische sciencefiction' en heeft een 'gedeelde wereld'-omgeving voor meerdere spelers met elementen van rollenspellen (RPG). Net als het origineel zijn de activiteiten in Destiny 2 verdeeld over speltypen speler tegen omgeving (PvE) en speler tegen speler (PvP). Naast normale verhaalmissies, biedt PvE strikes met drie spelers, gambit met vier tegen vier spelers en raids met zes spelers.  